# PokerGO Tour 2022

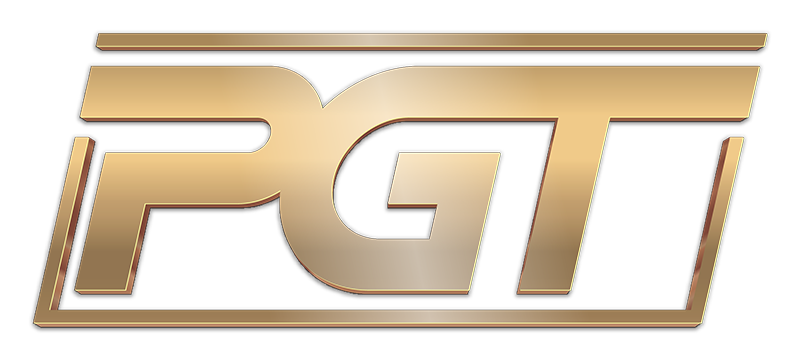
Logo der PokerGO Tour

Die PokerGO Tour 2022 war die zweite Austragung dieser Pokerturnierserie. Sie wurde von Poker Central veranstaltet und lief von Januar bis Dezember 2022. Die Turniere hatten Buy-ins von fast ausschließlich mindestens 10.000 US-Dollar.

## Struktur
Die PokerGO Tour fasste zahlreiche im Kalenderjahr 2022 von Poker Central veranstaltete Pokerturnierserien zusammen und bestand aus insgesamt 178 Turnieren. Sie enthielt die Serien Stairway to Millions, PokerGO Cup, US Poker Open und Poker Masters sowie den Super High Roller Bowl und die PokerGO Tour Championship, die allesamt im Aria Resort & Casino am Las Vegas Strip gespielt wurden. Auch eintägige Events aus diesem Casino waren in der Tour enthalten. Darüber hinaus umfasste die Tour Pokerturniere aus dem Venetian Resort Hotel und Wynn Las Vegas am Las Vegas Strip sowie dem Seminole Hard Rock Hotel & Casino in Hollywood, Florida. Aus Europa waren Pokerturniere aus dem Merit Royal Hotel & Casino auf Zypern sowie dem Casino di Venezia in Venedig enthalten. Auch Turniere der World Series of Poker im Bally’s Las Vegas und Paris Las Vegas sowie der World Series of Poker Europe im tschechischen Rozvadov waren Teil der Tour.
Die meisten Finaltische der Events wurden auf der Streaming-Plattform PokerGO gezeigt, auf der ein kostenpflichtiges Abonnement nötig ist. Der Großteil der Turniere wurde in der Variante No Limit Hold’em gespielt, es waren jedoch nahezu alle der gängigsten Pokervarianten auf dem Turnierplan vertreten. Die 21 erfolgreichsten Spieler der Tour wurden durch ein Punktesystem ermittelt und qualifizierten sich für die PokerGO Tour Championship am 21. und 22. Dezember 2022 im Aria Resort & Casino, bei der Sieger Jason Koon 500.000 US-Dollar erhielt.

## Turniere
| Beginn        | Stadt     | Casino                              | Turnierserie                                 | Buy-in (in $) | Variante                      | Teilnehmer | Sieger                | Herkunft                | Preisgeld (in $) | Quelle |
| ------------- | --------- | ----------------------------------- | -------------------------------------------- | ------------- | ----------------------------- | ---------- | --------------------- | ----------------------- | ---------------- | ------ |
| 5. Jan. 2022  | Paradise  | Venetian Resort Hotel               | Venetian DeepStack Poker Series              | 010.000       | No Limit Hold’em              | 0034       | Punnat Punsri         | Thailand                | 00.118.037       |        |
| 6. Jan. 2022  | Paradise  | Venetian Resort Hotel               | Venetian DeepStack Poker Series              | 010.000       | No Limit Hold’em              | 0037       | Punnat Punsri         | Thailand                | 00.133.200       |        |
| 7. Jan. 2022  | Paradise  | Venetian Resort Hotel               | Venetian DeepStack Poker Series              | 015.000       | No Limit Hold’em              | 0026       | Alex Foxen            | Vereinigte Staaten      | 00.153.615       |        |
| 8. Jan. 2022  | Paradise  | Venetian Resort Hotel               | Venetian DeepStack Poker Series              | 025.000       | No Limit Hold’em              | 0020       | Almedin Imširović     | Bosnien und Herzegowina | 00.270.000       |        |
| 16. Jan. 2022 | Paradise  | Aria Resort & Casino                | Stairway to Millions                         | 015.000       | No Limit Hold’em              | 0043       | Michael Wang          | Vereinigte Staaten      | 00.219.300       |        |
| 17. Jan. 2022 | Paradise  | Aria Resort & Casino                | Stairway to Millions                         | 025.000       | No Limit Hold’em              | 0025       | Jake Schindler        | Vereinigte Staaten      | 00.287.500       |        |
| 18. Jan. 2022 | Paradise  | Aria Resort & Casino                | Stairway to Millions                         | 050.000       | No Limit Hold’em              | 0021       | Nick Petrangelo       | Vereinigte Staaten      | 00.567.000       |        |
| 19. Jan. 2022 | Paradise  | Aria Resort & Casino                | Stairway to Millions                         | 100.000       | No Limit Hold’em              | 0019       | Nick Petrangelo       | Vereinigte Staaten      | 01.026.000       |        |
| 24. Jan. 2022 | Hollywood | Seminole Hard Rock Hotel & Casino   | WPT Lucky Hearts Poker Open                  | 025.000       | No Limit Hold’em              | 0093       | Jonathan Jaffe        | Vereinigte Staaten      | 00.574.085       |        |
| 2. Feb. 2022  | Paradise  | Aria Resort & Casino                | PokerGO Cup                                  | 010.000       | No Limit Hold’em              | 0077       | Daniel Colpoys        | Vereinigte Staaten      | 00.200.200       |        |
| 3. Feb. 2022  | Paradise  | Aria Resort & Casino                | PokerGO Cup                                  | 010.000       | No Limit Hold’em              | 0080       | Sean Perry            | Vereinigte Staaten      | 00.200.000       |        |
| 4. Feb. 2022  | Paradise  | Aria Resort & Casino                | PokerGO Cup                                  | 010.000       | No Limit Hold’em              | 0080       | Jake Daniels          | Vereinigte Staaten      | 00.200.000       |        |
| 5. Feb. 2022  | Paradise  | Aria Resort & Casino                | PokerGO Cup                                  | 015.000       | No Limit Hold’em              | 0065       | Jeremy Ausmus         | Vereinigte Staaten      | 00.263.250       |        |
| 6. Feb. 2022  | Paradise  | Aria Resort & Casino                | PokerGO Cup                                  | 025.000       | No Limit Hold’em              | 0041       | Nick Petrangelo       | Vereinigte Staaten      | 00.369.000       |        |
| 7. Feb. 2022  | Paradise  | Aria Resort & Casino                | PokerGO Cup                                  | 025.000       | No Limit Hold’em              | 0035       | Daniel Negreanu       | Kanada                  | 00.350.000       |        |
| 8. Feb. 2022  | Paradise  | Aria Resort & Casino                | PokerGO Cup                                  | 025.000       | No Limit Hold’em              | 0043       | Almedin Imširović     | Bosnien und Herzegowina | 00.365.500       |        |
| 9. Feb. 2022  | Paradise  | Aria Resort & Casino                | PokerGO Cup                                  | 050.000       | No Limit Hold’em              | 0032       | Sean Perry            | Vereinigte Staaten      | 00.640.000       |        |
| 24. Feb. 2022 | Paradise  | Aria Resort & Casino                | Aria High Roller Series                      | 010.000       | No Limit Hold’em              | 0041       | Cary Katz             | Vereinigte Staaten      | 00.137.340       |        |
| 25. Feb. 2022 | Paradise  | Aria Resort & Casino                | Aria High Roller Series                      | 010.000       | No Limit Hold’em              | 0036       | Almedin Imširović     | Bosnien und Herzegowina | 00.129.600       |        |
| 26. Feb. 2022 | Paradise  | Aria Resort & Casino                | Aria High Roller Series                      | 015.000       | No Limit Hold’em              | 0033       | Ivan Žufić            | Kroatien                | 00.198.000       |        |
| 1. März 2022  | Paradise  | Wynn Las Vegas                      | Wynn High Roller                             | 010.000       | No Limit Hold’em              | 0049       | Jake Schindler        | Vereinigte Staaten      | 00.166.600       |        |
| 2. März 2022  | Paradise  | Wynn Las Vegas                      | Wynn High Roller                             | 015.000       | No Limit Hold’em              | 0040       | Daniel Negreanu       | Kanada                  | 00.216.000       |        |
| 3. März 2022  | Paradise  | Wynn Las Vegas                      | Wynn Millions Poker Series                   | 010.000       | No Limit Hold’em              | 1075       | Tony Sinishtaj        | Vereinigte Staaten      | 01.655.952       |        |
| 6. März 2022  | Paradise  | Wynn Las Vegas                      | Wynn High Roller                             | 010.000       | No Limit Hold’em              | 0060       | Almedin Imširović     | Bosnien und Herzegowina | 00.180.000       |        |
| 7. März 2022  | Paradise  | Wynn Las Vegas                      | Wynn High Roller                             | 010.000       | No Limit Hold’em              | 0073       | Bin Weng              | Vereinigte Staaten      | 00.189.800       |        |
| 8. März 2022  | Paradise  | Wynn Las Vegas                      | Wynn High Roller                             | 015.000       | No Limit Hold’em              | 0043       | Brek Schutten         | Vereinigte Staaten      | 00.219.300       |        |
| 16. März 2022 | Paradise  | Aria Resort & Casino                | US Poker Open                                | 010.000       | No Limit Hold’em              | 0093       | Shannon Shorr         | Vereinigte Staaten      | 00.213.900       |        |
| 17. März 2022 | Paradise  | Aria Resort & Casino                | US Poker Open                                | 010.000       | Pot Limit Omaha               | 0077       | Justin Young          | Vereinigte Staaten      | 00.200.200       |        |
| 18. März 2022 | Paradise  | Aria Resort & Casino                | US Poker Open                                | 010.000       | No Limit Hold’em              | 0088       | Adam Hendrix          | Vereinigte Staaten      | 00.211.200       |        |
| 19. März 2022 | Paradise  | Aria Resort & Casino                | US Poker Open                                | 010.000       | Big Bet Mix                   | 0053       | Tamon Nakamura        | Japan                   | 00.169.600       |        |
| 20. März 2022 | Paradise  | Aria Resort & Casino                | US Poker Open                                | 010.000       | No Limit Hold’em              | 0066       | Jeremy Ausmus         | Vereinigte Staaten      | 00.178.200       |        |
| 21. März 2022 | Paradise  | Aria Resort & Casino                | US Poker Open                                | 015.000       | 8-Game                        | 0047       | Tamon Nakamura        | Japan                   | 00.239.700       |        |
| 22. März 2022 | Paradise  | Aria Resort & Casino                | US Poker Open                                | 015.000       | No Limit Hold’em              | 0070       | Alex Foxen            | Vereinigte Staaten      | 00.283.500       |        |
| 23. März 2022 | Paradise  | Aria Resort & Casino                | US Poker Open                                | 015.000       | Pot Limit Omaha               | 0066       | David Rheem           | Vereinigte Staaten      | 00.271.350       |        |
| 24. März 2022 | Paradise  | Aria Resort & Casino                | US Poker Open                                | 025.000       | No Limit Hold’em              | 0063       | Erik Seidel           | Vereinigte Staaten      | 00.472.500       |        |
| 25. März 2022 | Paradise  | Aria Resort & Casino                | US Poker Open                                | 025.000       | Pot Limit Omaha               | 0049       | Dylan Weisman         | Vereinigte Staaten      | 00.416.500       |        |
| 26. März 2022 | Paradise  | Aria Resort & Casino                | US Poker Open                                | 025.000       | No Limit Hold’em              | 0055       | Sean Winter           | Vereinigte Staaten      | 00.440.000       |        |
| 27. März 2022 | Paradise  | Aria Resort & Casino                | US Poker Open                                | 050.000       | No Limit Hold’em              | 0042       | Sean Winter           | Vereinigte Staaten      | 00.756.000       |        |
| 2. Apr. 2022  | Kyrenia   | Merit Royal Hotel & Casino          | Triton Cyprus                                | 050.000       | No Limit Hold’em              | 0082       | András Németh         | Ungarn                  | 01.082.000       |        |
| 3. Apr. 2022  | Kyrenia   | Merit Royal Hotel & Casino          | Triton Cyprus                                | 100.000       | No Limit Hold’em              | 0069       | Teun Mulder           | Niederlande             | 01.940.000       |        |
| 4. Apr. 2022  | Kyrenia   | Merit Royal Hotel & Casino          | Triton Cyprus                                | 050.000       | No Limit Hold’em              | 0032       | Matthias Eibinger     | Osterreich              | 00.676.000       |        |
| 5. Apr. 2022  | Kyrenia   | Merit Royal Hotel & Casino          | Triton Cyprus                                | 075.000       | No Limit Hold’em Short Deck   | 0051       | Phil Ivey             | Vereinigte Staaten      | 01.170.000       |        |
| 6. Apr. 2022  | Kyrenia   | Merit Royal Hotel & Casino          | Triton Cyprus                                | 075.000       | No Limit Hold’em Short Deck   | 0041       | Winfred Yu            | Hongkong                | 01.010.000       |        |
| 6. Apr. 2022  | Hollywood | Seminole Hard Rock Hotel & Casino   | Seminole Hard Rock Poker Showdown            | 050.000       | No Limit Hold’em              | 0039       | Andrew Lichtenberger  | Vereinigte Staaten      | 00.638.223       |        |
| 7. Apr. 2022  | Kyrenia   | Merit Royal Hotel & Casino          | Super High Roller Series Europe              | 025.000       | Pot Limit Omaha               | 0040       | Tom Vogelsang         | Niederlande             | 00.360.000       |        |
| 8. Apr. 2022  | Kyrenia   | Merit Royal Hotel & Casino          | Super High Roller Series Europe              | 050.000       | No Limit Hold’em Short Deck   | 0042       | Mikita Badsjakouski   | Belarus                 | 00.756.000       |        |
| 9. Apr. 2022  | Kyrenia   | Merit Royal Hotel & Casino          | Super High Roller Series Europe              | 025.000       | No Limit Hold’em              | 0064       | Marius Gierse         | Deutschland             | 00.432.000       |        |
| 10. Apr. 2022 | Kyrenia   | Merit Royal Hotel & Casino          | Super High Roller Series Europe              | 050.000       | Pot Limit Omaha               | 0032       | Phil Ivey             | Vereinigte Staaten      | 00.640.000       |        |
| 11. Apr. 2022 | Kyrenia   | Merit Royal Hotel & Casino          | Super High Roller Series Europe              | 025.000       | No Limit Hold’em              | 0031       | Timothy Adams         | Kanada                  | 00.310.000       |        |
| 11. Apr. 2022 | Kyrenia   | Merit Royal Hotel & Casino          | Super High Roller Series Europe              | 050.000       | No Limit Hold’em Short Deck   | 0032       | Daniel Tang           | Hongkong                | 00.640.000       |        |
| 11. Apr. 2022 | Hollywood | Seminole Hard Rock Hotel & Casino   | Seminole Hard Rock Poker Showdown            | 025.500       | No Limit Hold’em              | 0132       | Brian Altman          | Vereinigte Staaten      | 00.692.661       |        |
| 12. Apr. 2022 | Kyrenia   | Merit Royal Hotel & Casino          | Super High Roller Series Europe              | 050.000       | No Limit Hold’em              | 0043       | Daniel Dvoress        | Kanada                  | 00.731.000       |        |
| 13. Apr. 2022 | Kyrenia   | Merit Royal Hotel & Casino          | Super High Roller Series Europe              | 025.000       | Pot Limit Omaha               | 0020       | Eelis Pärssinen       | Finnland                | 00.270.000       |        |
| 13. Apr. 2022 | Kyrenia   | Merit Royal Hotel & Casino          | Super High Roller Series Europe              | 250.000       | No Limit Hold’em              | 0032       | Jake Schindler        | Vereinigte Staaten      | 03.200.000       |        |
| 14. Apr. 2022 | Kyrenia   | Merit Royal Hotel & Casino          | Super High Roller Series Europe              | 050.000       | No Limit Hold’em              | 0038       | Elton Tsang           | Hongkong                | 00.684.000       |        |
| 15. Apr. 2022 | Kyrenia   | Merit Royal Hotel & Casino          | Super High Roller Series Europe              | 050.000       | No Limit Hold’em              | 0019       | Kiat Lee              | Malaysia                | 00.513.000       |        |
| 19. Apr. 2022 | Paradise  | Aria Resort & Casino                | PGT Stairway                                 | 003.200       | No Limit Hold’em              | 0060       | Griffin Paul          | Vereinigte Staaten      | 00.054.000       |        |
| 20. Apr. 2022 | Paradise  | Aria Resort & Casino                | Aria High Roller Series                      | 010.000       | No Limit Hold’em              | 0044       | Almedin Imširović     | Bosnien und Herzegowina | 00.149.600       |        |
| 21. Apr. 2022 | Paradise  | Aria Resort & Casino                | PGT Heads-Up Showdown                        | 025.000       | No Limit Hold’em              | 0032       | David Rheem           | Vereinigte Staaten      | 00.400.000       |        |
| 22. Apr. 2022 | Paradise  | Aria Resort & Casino                | Aria High Roller Series                      | 010.000       | No Limit Hold’em              | 0032       | Almedin Imširović     | Bosnien und Herzegowina | 00.101.903       |        |
| 23. Apr. 2022 | Paradise  | Aria Resort & Casino                | Aria High Roller Series                      | 015.000       | No Limit Hold’em              | 0023       | Chris Brewer          | Vereinigte Staaten      | 00.126.519       |        |
| 5. Mai 2022   | Paradise  | Venetian Resort Hotel               | Venetian DeepStack Championship Series       | 010.000       | No Limit Hold’em              | 0034       | Vikenty Shegal        | Vereinigte Staaten      | 00.136.000       |        |
| 6. Mai 2022   | Paradise  | Venetian Resort Hotel               | Venetian DeepStack Championship Series       | 010.000       | No Limit Hold’em              | 0023       | Michael Brinkenhoff   | Vereinigte Staaten      | 00.105.800       |        |
| 7. Mai 2022   | Paradise  | Venetian Resort Hotel               | Venetian DeepStack Championship Series       | 015.000       | No Limit Hold’em              | 0004       | Victoria Livschitz    | Vereinigte Staaten      | 00.060.000       |        |
| 13. Mai 2022  | Madrid    | Casino Gran Vía                     | Triton Madrid                                | 020.792       | No Limit Hold’em              | 0090       | Michael Addamo        | Australien              | 00.496.923       |        |
| 14. Mai 2022  | Madrid    | Casino Gran Vía                     | Triton Madrid                                | 031.188       | No Limit Hold’em              | 0093       | Paul Phua             | Malaysia                | 00.769.711       |        |
| 15. Mai 2022  | Madrid    | Casino Gran Vía                     | Triton Madrid                                | 020.818       | No Limit Hold’em Short Deck   | 0062       | Chris Brewer          | Vereinigte Staaten      | 00.387.209       |        |
| 16. Mai 2022  | Madrid    | Casino Gran Vía                     | Triton Madrid                                | 026.047       | No Limit Hold’em Short Deck   | 0068       | Rui Cao               | Frankreich              | 00.517.821       |        |
| 17. Mai 2022  | Madrid    | Casino Gran Vía                     | Triton Madrid                                | 052.519       | No Limit Hold’em              | 0101       | Mikita Badsjakouski   | Belarus                 | 01.407.519       |        |
| 18. Mai 2022  | Madrid    | Casino Gran Vía                     | Triton Madrid                                | 078.817       | No Limit Hold’em              | 0063       | Michael Addamo        | Australien              | 01.210.721       |        |
| 19. Mai 2022  | Madrid    | Casino Gran Vía                     | Triton Madrid                                | 052.688       | No Limit Hold’em Short Deck   | 0057       | Chin Lim              | Malaysia                | 00.900.958       |        |
| 20. Mai 2022  | Madrid    | Casino Gran Vía                     | Triton Madrid                                | 105.675       | No Limit Hold’em              | 0093       | Henrik Hecklen        | Danemark                | 02.293.679       |        |
| 21. Mai 2022  | Madrid    | Casino Gran Vía                     | Triton Madrid                                | 052.804       | No Limit Hold’em              | 0037       | László Bujtás         | Ungarn                  | 00.665.329       |        |
| 22. Mai 2022  | Madrid    | Casino Gran Vía                     | Triton Madrid                                | 026.404       | Pot Limit Omaha               | 0034       | Tom Dwan              | Vereinigte Staaten      | 00.306.291       |        |
| 23. Mai 2022  | Madrid    | Casino Gran Vía                     | Triton Madrid                                | 106.470       | No Limit Hold’em Short Deck   | 0060       | Stephen Chidwick      | Vereinigtes Konigreich  | 01.916.463       |        |
| 24. Mai 2022  | Madrid    | Casino Gran Vía                     | Triton Madrid                                | 159.705       | No Limit Hold’em Short Deck   | 0034       | Jason Koon            | Vereinigte Staaten      | 01.863.228       |        |
| 25. Mai 2022  | Madrid    | Casino Gran Vía                     | Triton Madrid                                | 032.130       | No Limit Hold’em Short Deck   | 0033       | Tom Dwan              | Vereinigte Staaten      | 00.359.859       |        |
| 26. Mai 2022  | Venedig   | Casino di Venezia                   | PGT Italy                                    | 026.231       | Pot Limit Omaha               | 0011       | Lauri Varonen         | Finnland                | 00.201.981       |        |
| 26. Mai 2022  | Venedig   | Casino di Venezia                   | PGT Italy                                    | 010.493       | No Limit Hold’em              | 0018       | Teun Mulder           | Niederlande             | 00.101.927       |        |
| 27. Mai 2022  | Venedig   | Casino di Venezia                   | PGT Italy                                    | 010.518       | No Limit Hold’em Short Deck   | 0013       | Santi Jiang           | Spanien                 | 00.095.685       |        |
| 27. Mai 2022  | Venedig   | Casino di Venezia                   | PGT Italy                                    | 015.778       | No Limit Hold’em              | 0024       | Wayne Heung           | Hongkong                | 00.172.802       |        |
| 28. Mai 2022  | Venedig   | Casino di Venezia                   | PGT Italy                                    | 015.777       | Pot Limit Omaha               | 0010       | Aku Joentausta        | Finnland                | 00.110.549       |        |
| 31. Mai 2022  | Paradise  | Bally’s Las Vegas / Paris Las Vegas | World Series of Poker                        | 100.000       | No Limit Hold’em              | 0046       | David Peters          | Vereinigte Staaten      | 01.166.810       |        |
| 3. Juni 2022  | Paradise  | Bally’s Las Vegas / Paris Las Vegas | World Series of Poker                        | 025.000       | No Limit Hold’em              | 0064       | Dan Smith             | Vereinigte Staaten      | 00.509.717       |        |
| 3. Juni 2022  | Paradise  | Aria Resort & Casino                | Aria High Roller Series                      | 010.000       | No Limit Hold’em              | 0030       | Edward Sebesta        | Vereinigte Staaten      | 00.120.000       |        |
| 4. Juni 2022  | Paradise  | Bally’s Las Vegas / Paris Las Vegas | World Series of Poker                        | 025.000       | No Limit Hold’em              | 0251       | Chad Eveslage         | Vereinigte Staaten      | 01.415.610       |        |
| 5. Juni 2022  | Paradise  | Bally’s Las Vegas / Paris Las Vegas | World Series of Poker                        | 010.000       | Dealers Choice                | 0123       | Benjamin Diebold      | Vereinigte Staaten      | 00.299.488       |        |
| 6. Juni 2022  | Paradise  | Bally’s Las Vegas / Paris Las Vegas | World Series of Poker                        | 050.000       | No Limit Hold’em              | 0101       | Jake Schindler        | Vereinigte Staaten      | 01.328.068       |        |
| 7. Juni 2022  | Paradise  | Bally’s Las Vegas / Paris Las Vegas | World Series of Poker                        | 010.000       | Omaha Hi-Lo                   | 0196       | Daniel Zack           | Vereinigte Staaten      | 00.440.757       |        |
| 9. Juni 2022  | Paradise  | Bally’s Las Vegas / Paris Las Vegas | World Series of Poker                        | 025.000       | Pot Limit Omaha               | 0264       | Tong Li               | China Volksrepublik     | 01.467.739       |        |
| 10. Juni 2022 | Paradise  | Bally’s Las Vegas / Paris Las Vegas | World Series of Poker                        | 010.000       | Seven Card Stud               | 0096       | Adam Friedman         | Vereinigte Staaten      | 00.248.254       |        |
| 12. Juni 2022 | Paradise  | Bally’s Las Vegas / Paris Las Vegas | World Series of Poker                        | 010.000       | Limit Hold’em                 | 0092       | Jonathan Cohen        | Vereinigte Staaten      | 00.245.678       |        |
| 13. Juni 2022 | Paradise  | Bally’s Las Vegas / Paris Las Vegas | World Series of Poker                        | 050.000       | Pot Limit Omaha               | 0106       | Robert Cowen          | Vereinigtes Konigreich  | 01.393.816       |        |
| 14. Juni 2022 | Paradise  | Bally’s Las Vegas / Paris Las Vegas | World Series of Poker                        | 010.000       | Limit 2-7 Lowball Triple Draw | 0118       | Brian Hastings        | Vereinigte Staaten      | 00.292.146       |        |
| 17. Juni 2022 | Paradise  | Bally’s Las Vegas / Paris Las Vegas | World Series of Poker                        | 010.000       | No Limit 2-7 Lowball Draw     | 0121       | Pedro Bromfman        | Brasilien               | 00.294.616       |        |
| 18. Juni 2022 | Paradise  | Bally’s Las Vegas / Paris Las Vegas | World Series of Poker                        | 010.000       | Seven Card Stud Hi-Lo         | 0137       | Daniel Zack           | Vereinigte Staaten      | 00.324.174       |        |
| 19. Juni 2022 | Paradise  | Bally’s Las Vegas / Paris Las Vegas | World Series of Poker                        | 100.000       | No Limit Hold’em              | 0062       | Aleksejs Ponakovs     | Lettland                | 01.897.363       |        |
| 20. Juni 2022 | Paradise  | Bally’s Las Vegas / Paris Las Vegas | World Series of Poker                        | 010.000       | H.O.R.S.E.                    | 0209       | Andrew Yeh            | Vereinigte Staaten      | 00.487.129       |        |
| 23. Juni 2022 | Paradise  | Bally’s Las Vegas / Paris Las Vegas | World Series of Poker                        | 250.000       | No Limit Hold’em              | 0056       | Alex Foxen            | Vereinigte Staaten      | 04.563.700       |        |
| 26. Juni 2022 | Paradise  | Bally’s Las Vegas / Paris Las Vegas | World Series of Poker                        | 050.000       | 9-Game                        | 0112       | Daniel Cates          | Vereinigte Staaten      | 01.449.103       |        |
| 27. Juni 2022 | Paradise  | Aria Resort & Casino                | Aria High Roller Series                      | 010.000       | No Limit Hold’em              | 0023       | Alex Foxen            | Vereinigte Staaten      | 00.088.118       |        |
| 28. Juni 2022 | Paradise  | Bally’s Las Vegas / Paris Las Vegas | World Series of Poker                        | 010.000       | No Limit Hold’em Short Deck   | 0110       | Shota Nakanishi       | Japan                   | 00.277.212       |        |
| 29. Juni 2022 | Paradise  | Bally’s Las Vegas / Paris Las Vegas | World Series of Poker                        | 010.000       | Pot Limit Omaha Hi-Lo         | 0284       | Eli Elezra            | Vereinigte Staaten      | 00.611.362       |        |
| 1. Juli 2022  | Paradise  | Bally’s Las Vegas / Paris Las Vegas | World Series of Poker                        | 010.000       | No Limit Hold’em              | 0419       | Nacho Barbero         | Argentinien             | 00.587.520       |        |
| 2. Juli 2022  | Paradise  | Bally’s Las Vegas / Paris Las Vegas | World Series of Poker                        | 010.000       | Pot Limit Omaha               | 0683       | Sean Troha            | Vereinigte Staaten      | 01.246.770       |        |
| 3. Juli 2022  | Paradise  | Bally’s Las Vegas / Paris Las Vegas | World Series of Poker                        | 010.000       | No Limit Hold’em              | 8663       | Espen Jørstad         | Norwegen                | 10.000.000       |        |
| 5. Juli 2022  | Paradise  | Aria Resort & Casino                | Aria High Roller Series                      | 010.000       | No Limit Hold’em              | 0045       | Matt Bond             | Vereinigte Staaten      | 00.153.000       |        |
| 6. Juli 2022  | Paradise  | Aria Resort & Casino                | Aria High Roller Series                      | 010.000       | No Limit Hold’em              | 0046       | Kazuhiko Yotsushika   | Japan                   | 00.156.400       |        |
| 7. Juli 2022  | Paradise  | Aria Resort & Casino                | Aria High Roller Series                      | 010.000       | No Limit Hold’em              | 0057       | Aleksejs Ponakovs     | Lettland                | 00.171.000       |        |
| 8. Juli 2022  | Paradise  | Aria Resort & Casino                | Aria High Roller Series                      | 010.000       | No Limit Hold’em              | 0068       | Victoria Livschitz    | Vereinigte Staaten      | 00.162.790       |        |
| 9. Juli 2022  | Paradise  | Aria Resort & Casino                | Aria High Roller Series                      | 010.000       | No Limit Hold’em              | 0058       | Stephen Chidwick      | Vereinigtes Konigreich  | 00.174.000       |        |
| 10. Juli 2022 | Paradise  | Aria Resort & Casino                | Aria High Roller Series                      | 010.000       | No Limit Hold’em              | 0031       | Tom-Aksel Bedell      | Norwegen                | 00.124.000       |        |
| 11. Juli 2022 | Paradise  | Aria Resort & Casino                | Aria High Roller Series                      | 010.000       | No Limit Hold’em              | 0027       | Justin Bonomo         | Vereinigte Staaten      | 00.124.200       |        |
| 12. Juli 2022 | Paradise  | Bally’s Las Vegas / Paris Las Vegas | World Series of Poker                        | 010.000       | Razz                          | 0139       | Julien Martini        | Frankreich              | 00.328.906       |        |
| 13. Juli 2022 | Paradise  | Aria Resort & Casino                | Aria High Roller Series                      | 010.000       | No Limit Hold’em              | 0029       | Kazuhiko Yotsushika   | Japan                   | 00.116.000       |        |
| 14. Juli 2022 | Paradise  | Bally’s Las Vegas / Paris Las Vegas | World Series of Poker                        | 050.000       | No Limit Hold’em              | 0107       | João Vieira           | Portugal                | 01.384.415       |        |
| 15. Juli 2022 | Paradise  | Bally’s Las Vegas / Paris Las Vegas | World Series of Poker                        | 010.000       | No Limit Hold’em              | 0394       | Gregory Jensen        | Vereinigte Staaten      | 00.824.649       |        |
| 17. Juli 2022 | Paradise  | Aria Resort & Casino                | Aria High Roller Series                      | 010.000       | No Limit Hold’em              | 0022       | Stephen Chidwick      | Vereinigtes Konigreich  | 00.084.640       |        |
| 18. Juli 2022 | Paradise  | Aria Resort & Casino                | Aria High Roller Series                      | 010.000       | No Limit Hold’em              | 0025       | Stephen Chidwick      | Vereinigtes Konigreich  | 00.115.000       |        |
| 19. Juli 2022 | Paradise  | Aria Resort & Casino                | Aria High Roller Series                      | 010.000       | No Limit Hold’em              | 0024       | Jared Jaffee          | Vereinigte Staaten      | 00.110.400       |        |
| 3. Aug. 2022  | Hollywood | Seminole Hard Rock Hotel & Casino   | Seminole Hard Rock Poker Open                | 025.500       | Pot Limit Omaha               | 0052       | Melad Marji           | Vereinigte Staaten      | 00.443.118       |        |
| 4. Aug. 2022  | Hollywood | Seminole Hard Rock Hotel & Casino   | Seminole Hard Rock Poker Open                | 050.000       | No Limit Hold’em              | 0025       | David Peters          | Vereinigte Staaten      | 00.407.545       |        |
| 8. Aug. 2022  | Hollywood | Seminole Hard Rock Hotel & Casino   | Seminole Hard Rock Poker Open                | 025.500       | No Limit Hold’em              | 0105       | Nolan King            | Vereinigte Staaten      | 00.713.190       |        |
| 9. Aug. 2022  | Hollywood | Seminole Hard Rock Hotel & Casino   | Seminole Hard Rock Poker Open                | 010.000       | No Limit Hold’em              | 0111       | Edward Sebesta        | Vereinigte Staaten      | 00.311.915       |        |
| 31. Aug. 2022 | Tampa     | Seminole Hard Rock Hotel & Casino   | WPT Seminole Hard Rock Tampa                 | 025.500       | No Limit Hold’em              | 0025       | John Racener          | Vereinigte Staaten      | 00.246.990       |        |
| 5. Sep. 2022  | Tampa     | Seminole Hard Rock Hotel & Casino   | WPT Seminole Hard Rock Tampa                 | 010.000       | No Limit Hold’em              | 0062       | Clemen Deng           | Vereinigte Staaten      | 00.158.778       |        |
| 5. Sep. 2022  | Kyrenia   | Merit Royal Hotel & Casino          | Triton Poker Super High Roller Series Cyprus | 025.000       | No Limit Hold’em              | 0131       | Patrik Antonius       | Finnland                | 00.825.000       |        |
| 6. Sep. 2022  | Kyrenia   | Merit Royal Hotel & Casino          | Triton Poker Super High Roller Series Cyprus | 030.000       | No Limit Hold’em              | 0123       | Ben Tollerene         | Vereinigte Staaten      | 00.807.927       |        |
| 7. Sep. 2022  | Kyrenia   | Merit Royal Hotel & Casino          | Triton Poker Super High Roller Series Cyprus | 050.000       | No Limit Hold’em              | 0117       | Pieter Aerts          | Belgien                 | 01.472.000       |        |
| 8. Sep. 2022  | Kyrenia   | Merit Royal Hotel & Casino          | Triton Poker Super High Roller Series Cyprus | 075.000       | No Limit Hold’em              | 0088       | Kahle Burns           | Australien              | 01.730.000       |        |
| 10. Sep. 2022 | Kyrenia   | Merit Royal Hotel & Casino          | Triton Poker Super High Roller Series Cyprus | 210.000       | No Limit Hold’em              | 0115       | Sam Grafton           | Vereinigtes Konigreich  | 05.500.000       |        |
| 11. Sep. 2022 | Kyrenia   | Merit Royal Hotel & Casino          | Triton Poker Super High Roller Series Cyprus | 025.000       | Pot Limit Omaha               | 0032       | Christopher Philippou | Zypern Republik         | 00.270.000       |        |
| 12. Sep. 2022 | Kyrenia   | Merit Royal Hotel & Casino          | Triton Poker Super High Roller Series Cyprus | 100.000       | No Limit Hold’em              | 0099       | Punnat Punsri         | Thailand                | 02.600.000       |        |
| 13. Sep. 2022 | Kyrenia   | Merit Royal Hotel & Casino          | Triton Poker Super High Roller Series Cyprus | 050.000       | No Limit Hold’em              | 0032       | Matthias Eibinger     | Osterreich              | 00.545.000       |        |
| 14. Sep. 2022 | Kyrenia   | Merit Royal Hotel & Casino          | Triton Poker Super High Roller Series Cyprus | 030.000       | No Limit Hold’em Short Deck   | 0038       | Phil Ivey             | Vereinigte Staaten      | 00.387.000       |        |
| 15. Sep. 2022 | Kyrenia   | Merit Royal Hotel & Casino          | Triton Poker Super High Roller Series Cyprus | 040.000       | No Limit Hold’em Short Deck   | 0045       | Karl Chappe-Gatien    | Frankreich              | 00.565.000       |        |
| 16. Sep. 2022 | Kyrenia   | Merit Royal Hotel & Casino          | Triton Poker Super High Roller Series Cyprus | 050.000       | No Limit Hold’em Short Deck   | 0030       | Sam Greenwood         | Kanada                  | 00.341.275       |        |
| 16. Sep. 2022 | Paradise  | Venetian Resort Hotel               | Stairway to Millions                         | 010.000       | No Limit Hold’em              | 0018       | Michael Rocco         | Vereinigte Staaten      | 00.061.750       |        |
| 17. Sep. 2022 | Paradise  | Venetian Resort Hotel               | Stairway to Millions                         | 015.000       | No Limit Hold’em              | 0018       | Paul Zappulla         | Vereinigte Staaten      | 00.124.500       |        |
| 21. Sep. 2022 | Paradise  | Aria Resort & Casino                | Poker Masters                                | 010.000       | No Limit Hold’em              | 0085       | Jeremy Ausmus         | Vereinigte Staaten      | 00.204.000       |        |
| 22. Sep. 2022 | Paradise  | Aria Resort & Casino                | Poker Masters                                | 010.000       | No Limit Hold’em              | 0076       | Ethan Yau             | Vereinigte Staaten      | 00.197.600       |        |
| 23. Sep. 2022 | Paradise  | Aria Resort & Casino                | Poker Masters                                | 010.000       | Pot Limit Omaha               | 0081       | Ronald Keijzer        | Niederlande             | 00.202.500       |        |
| 24. Sep. 2022 | Paradise  | Aria Resort & Casino                | Poker Masters                                | 010.000       | No Limit Hold’em              | 0073       | Adam Hendrix          | Vereinigte Staaten      | 00.192.400       |        |
| 26. Sep. 2022 | Paradise  | Aria Resort & Casino                | Poker Masters                                | 010.000       | 8-Game                        | 0062       | Nick Guagenti         | Vereinigte Staaten      | 00.186.000       |        |
| 27. Sep. 2022 | Paradise  | Aria Resort & Casino                | Poker Masters                                | 010.000       | No Limit Hold’em              | 0097       | Martin Zamani         | Vereinigte Staaten      | 00.223.100       |        |
| 28. Sep. 2022 | Paradise  | Aria Resort & Casino                | Poker Masters                                | 025.000       | No Limit Hold’em              | 0069       | Andrew Lichtenberger  | Vereinigte Staaten      | 00.465.750       |        |
| 29. Sep. 2022 | Paradise  | Aria Resort & Casino                | Poker Masters                                | 025.000       | Pot Limit Omaha               | 0040       | Tony Bloom            | Vereinigtes Konigreich  | 00.360.000       |        |
| 30. Sep. 2022 | Paradise  | Aria Resort & Casino                | Poker Masters                                | 025.000       | No Limit Hold’em              | 0054       | Sean Winter           | Vereinigte Staaten      | 00.432.000       |        |
| 1. Okt. 2022  | Paradise  | Aria Resort & Casino                | Poker Masters                                | 050.000       | No Limit Hold’em              | 0037       | Jason Koon            | Vereinigte Staaten      | 00.666.000       |        |
| 3. Okt. 2022  | Paradise  | Aria Resort & Casino                | Aria High Roller Series                      | 025.000       | No Limit Hold’em              | 0025       | Daniel Colpoys        | Vereinigte Staaten      | 00.287.500       |        |
| 4. Okt. 2022  | Paradise  | Aria Resort & Casino                | Aria High Roller Series                      | 025.000       | No Limit Hold’em              | 0023       | Talal Shakerchi       | Vereinigtes Konigreich  | 00.264.500       |        |
| 5. Okt. 2022  | Paradise  | Aria Resort & Casino                | Super High Roller Bowl                       | 300.000       | No Limit Hold’em              | 0024       | Daniel Negreanu       | Kanada                  | 03.312.000       |        |
| 6. Okt. 2022  | Paradise  | Aria Resort & Casino                | Aria High Roller Series                      | 010.000       | No Limit Hold’em              | 0005       | Adrián Mateos         | Spanien                 | 00.050.000       |        |
| 7. Okt. 2022  | Paradise  | Aria Resort & Casino                | Aria High Roller Series                      | 015.000       | No Limit Hold’em              | 0006       | Isaac Haxton          | Vereinigte Staaten      | 00.050.400       |        |
| 8. Okt. 2022  | Paradise  | Hotel Bellagio                      | Five Diamond World Poker Classic             | 025.000       | No Limit Hold’em              | 0009       | Steve Zolotow         | Vereinigte Staaten      | 00.135.000       |        |
| 10. Okt. 2022 | Paradise  | Hotel Bellagio                      | Five Diamond World Poker Classic             | 010.000       | No Limit Hold’em              | 0015       | Nick Schulman         | Vereinigte Staaten      | 00.068.256       |        |
| 11. Okt. 2022 | Paradise  | Hotel Bellagio                      | Five Diamond World Poker Classic             | 010.000       | 8-Game                        | 0012       | Eli Elezra            | Vereinigte Staaten      | 00.057.000       |        |
| 12. Okt. 2022 | Paradise  | Hotel Bellagio                      | Five Diamond World Poker Classic             | 010.000       | No Limit Hold’em              | 0016       | Justin Bonomo         | Vereinigte Staaten      | 00.075.792       |        |
| 13. Okt. 2022 | Paradise  | Hotel Bellagio                      | Five Diamond World Poker Classic             | 010.000       | Pot Limit Omaha               | 0023       | Michael Duek          | Argentinien             | 00.105.800       |        |
| 14. Okt. 2022 | Paradise  | Hotel Bellagio                      | Five Diamond World Poker Classic             | 010.000       | No Limit Hold’em              | 0018       | Pete Chen             | Taiwan                  | 00.097.200       |        |
| 15. Okt. 2022 | Paradise  | Hotel Bellagio                      | Five Diamond World Poker Classic             | 010.000       | Pot Limit Omaha               | 0020       | Ronald Keijzer        | Niederlande             | 00.108.000       |        |
| 16. Okt. 2022 | Paradise  | Hotel Bellagio                      | Five Diamond World Poker Classic             | 010.000       | No Limit Hold’em              | 0004       | Stephen Chidwick      | Vereinigtes Konigreich  | 00.025.000       |        |
| 17. Okt. 2022 | Paradise  | Hotel Bellagio                      | Five Diamond World Poker Classic             | 025.000       | Pot Limit Omaha               | 0023       | Isaac Kempton         | Vereinigte Staaten      | 00.264.500       |        |
| 18. Okt. 2022 | Paradise  | Hotel Bellagio                      | Five Diamond World Poker Classic             | 025.000       | No Limit Hold’em              | 0017       | Justin Bonomo         | Vereinigte Staaten      | 00.229.500       |        |
| 19. Okt. 2022 | Paradise  | Hotel Bellagio                      | Five Diamond World Poker Classic             | 010.000       | No Limit Hold’em              | 0569       | Chad Eveslage         | Vereinigte Staaten      | 01.042.300       |        |
| 7. Nov. 2022  | Rozvadov  | King’s Resort                       | World Series of Poker Europe                 | 024.952       | No Limit Hold’em              | 0067       | Paul Phua             | Malaysia                | 00.481.509       |        |
| 10. Nov. 2022 | Rozvadov  | King’s Resort                       | World Series of Poker Europe                 | 050.377       | No Limit Hold’em              | 0045       | Örpen Kısacıkoğlu     | Turkei                  | 00.753.752       |        |
| 11. Nov. 2022 | Rozvadov  | King’s Resort                       | World Series of Poker Europe                 | 010.636       | No Limit Hold’em              | 0763       | Omar Eljach           | Schweden                | 01.418.280       |        |
| 1. Dez. 2022  | Paradise  | Aria Resort & Casino                | Aria High Roller Series                      | 010.000       | No Limit Hold’em              | 0022       | Brian Kim             | Vereinigte Staaten      | 00.101.200       |        |
| 7. Dez. 2022  | Paradise  | Aria Resort & Casino                | Aria High Roller Series                      | 010.000       | No Limit Hold’em              | 0028       | Jeremy Ausmus         | Vereinigte Staaten      | 00.111.520       |        |
| 8. Dez. 2022  | Paradise  | Aria Resort & Casino                | Aria High Roller Series                      | 010.000       | No Limit Hold’em              | 0020       | Stephen Chidwick      | Vereinigtes Konigreich  | 00.108.000       |        |
| 9. Dez. 2022  | Paradise  | Aria Resort & Casino                | Aria High Roller Series                      | 010.000       | No Limit Hold’em              | 0020       | Cary Katz             | Vereinigte Staaten      | 00.104.000       |        |
| 10. Dez. 2022 | Paradise  | Aria Resort & Casino                | Aria High Roller Series                      | 010.000       | No Limit Hold’em              | 0019       | Sam Soverel           | Vereinigte Staaten      | 00.102.600       |        |
| 12. Dez. 2022 | Paradise  | Wynn Las Vegas                      | WPT World Championship                       | 010.400       | No Limit Hold’em              | 2960       | Eliot Hudon           | Kanada                  | 04.136.000       |        |
| 16. Dez. 2022 | Paradise  | Aria Resort & Casino                | Aria High Roller Series                      | 010.000       | No Limit Hold’em              | 0012       | Brian Batt            | Vereinigte Staaten      | 00.084.000       |        |
| 19. Dez. 2022 | Paradise  | Aria Resort & Casino                | Aria High Roller Series                      | 010.000       | No Limit Hold’em              | 0026       | Justin Bonomo         | Vereinigte Staaten      | 00.119.600       |        |
| 20. Dez. 2022 | Paradise  | Aria Resort & Casino                | Aria High Roller Series                      | 010.000       | No Limit Hold’em              | 0039       | Sung Joo Hyun         | Korea Sud               | 00.140.400       |        |
| 21. Dez. 2022 | Paradise  | Aria Resort & Casino                | PokerGO Tour Championship                    | Freeroll      | No Limit Hold’em              | 0015       | Jason Koon            | Vereinigte Staaten      | 00.500.000       |        |

## Leaderboard

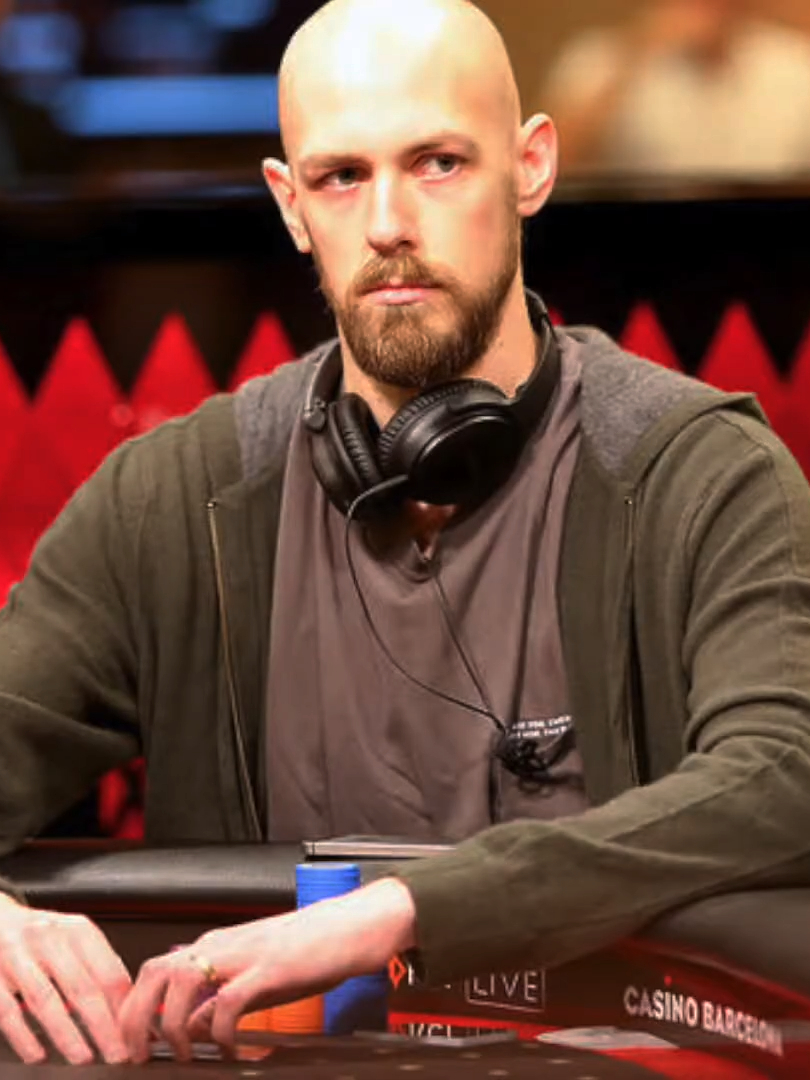
Stephen Chidwick (2018)

Jeder Spieler, der bei einem der Turniere in den Preisrängen landete, sammelte zusätzlich zum Preisgeld Punkte. Das Punktesystem orientierte sich am Buy-in und dem gewonnenen Preisgeld. Es wurde zu ganzen Punkten gerundet. Nach Betrugsvorwürfen gegenüber Jake Schindler und Almedin Imširović wurden die zu diesem Zeitpunkt auf den Plätzen 3 und 4 liegenden Spieler im September 2022 aus der Rangliste entfernt und von Turnieren der Tour ausgeschlossen. Stephen Chidwick gewann 6 Turniere, platzierte sich 32-mal in den Geldrängen und gewann Preisgelder von mehr als 6 Millionen US-Dollar. Damit setzte er sich als erfolgreichster Spieler durch und erhielt eine Trophäe sowie einen Scheck über 200.000 US-Dollar. Phil Ivey erhielt für seinen zweiten Platz 100.000 US-Dollar, Jason Koon als Drittplatzierter 50.000 US-Dollar.
Die 21 punktbesten Spieler qualifizierten sich für die PokerGO Tour Championship am 21. und 22. Dezember 2022 im Aria Resort & Casino, bei der Sieger Jason Koon 500.000 US-Dollar erhielt.
| Platz | Spieler             | Herkunft               | Punkte | Siege | Cashes | Preisgeld (in $) |
| ----- | ------------------- | ---------------------- | ------ | ----- | ------ | ---------------- |
| 1     | Stephen Chidwick    | Vereinigtes Konigreich | 3412   | 6     | 32     | 06.314.084       |
| 2     | Phil Ivey           | Vereinigte Staaten     | 3083   | 3     | 17     | 05.944.394       |
| 3     | Jason Koon          | Vereinigte Staaten     | 2833   | 2     | 17     | 06.231.848       |
| 4     | Michael Duek        | Argentinien            | 2400   | 1     | 06     | 05.063.505       |
| 5     | Sean Winter         | Vereinigte Staaten     | 2368   | 3     | 20     | 03.599.071       |
| 6     | Alex Foxen          | Vereinigte Staaten     | 2356   | 4     | 19     | 06.578.029       |
| 7     | Espen Jørstad       | Norwegen               | 2239   | 1     | 05     | 10.217.955       |
| 8     | Chad Eveslage       | Vereinigte Staaten     | 2162   | 2     | 08     | 02.777.680       |
| 9     | Daniel Tang         | Hongkong               | 2139   | 1     | 12     | 03.830.315       |
| 10    | Mikita Badsjakouski | Belarus                | 2089   | 2     | 11     | 04.292.769       |